# Curières
Curières település Franciaországban, Aveyron megyében. Lakosainak száma 214 fő (2022. január 1.). Curières Condom-d’Aubrac, Laguiole, Montpeyroux és Saint-Urcize községekkel határos.

## Népesség
A település népessége az elmúlt években az alábbi módon változott:
| Lakosok száma | 371  | 277  | 285  | 259  | 218  | 223  | 226  | 228  | 223  | 214  |
|               | 1968 | 1982 | 1990 | 2006 | 2013 | 2015 | 2017 | 2019 | 2020 | 2022 |